# Boțești (Argeș)
Boțești es una comuna rumana del condado de Argeș.

## Historia
Hacia finales del siglo XIX la comuna de Boțești pertenecía al condado de Dâmboviţa. Formada por las localidades de Cîndeşti-din-Deal, Boteşti y Greci, tenía contabilizada una población de 1515 habitantes. En la segunda mitad del siglo XX la comuna está compuesta por las localidades de Boțești y Moșteni-Greci y forma parte del condado de Argeș.